# آب‌انبار محله چهارسوق
آب‌انبار محله چهارسوق مربوط به دورهٔ صفوی است و در شهرستان طبس، شهر طبس، محله چهارسوق واقع شده و این اثر در تاریخ ۱۶ اسفند ۱۳۸۴ با شمارهٔ ثبت ۱۴۸۴۵ به‌عنوان یکی از آثار ملی ایران به ثبت رسیده است.